# Daniel Rioseco
Daniel Ríoseco Brito (Los Ángeles, 1860 - Santiago, 22 de junio de 1935) fue un médico cirujano y político liberal chileno. Hijo de José Ríoseco Gazmuri y Adelaida Brito Arriagada, hermana del también Diputado Heriberto Brito Arriagada, que ejerció en el mismo tiempo en la misma agrupación departamental.

## Actividades profesionales
Realizó sus estudios en el Liceo de Hombres de Concepción y cursó Medicina en la Universidad de Chile, recibiéndose como médico-cirujano (1884). Se especializó también en Leipzig y Berlín, Alemania.
Ejerció su profesión en la capital, donde perteneció a corporaciones científicas y de seguros de vida. Fue director gerente de la Compañía Minera "La Salvadora" y director de "Los Bromer" de Río Blanco.

## Carrera política
Militante del Partido Liberal. 
Elegido diputado por Laja, Nacimiento y Mulchén (1897-1900), siendo parte de la comisión permanente de Educación. 
Fue nombrado ministro de Industria y Obras Públicas (1899), bajo la administración de Federico Errázuriz Echaurren.
Nuevamente diputado por Laja, Nacimiento y Mulchén (1900-1903 y 1903-1906). En estos dos períodos legislativos formó parte de la comisión permanente de Beneficencia y Culto. 

## Membresías
Fue miembro de la Sociedad de Instrucción Primaria, de la Sociedad Médica de Chile, socio del Club de La Unión y de la Sociedad de Fomento Fabril (SOFOFA).